# Horace (Kansas)
Horace – miasto w Stanach Zjednoczonych, w stanie Kansas, w hrabstwie Greeley.